# 2019冠狀病毒病三重縣疫情
2019冠狀病毒病三重縣疫情（日语：／），介紹日本的2019冠狀病毒病（COVID-19）疫情中，在三重縣内發生的情況。

## 個案數字
Template:2019冠狀病毒病病例數/日本/三重縣

## 疫情發展

### 2020年

#### 1月
- 1月31日 - 一名曾返回武漢市的男性確診[1]，為縣内首宗確診個案[1]。

#### 4月
- 4月16日 - 出現縣内首宗死亡個案[3]。
- 4月17日 - 津市内一間企業出現多宗確診個案，縣設立疾病叢聚對策班[3]。
- 4月20日 - 四日市市内一間企業出現多宗確診個案，被認定為縣内首個感染群組[4]。縣向四日市保健所派遣疾病叢聚對策班[4]。

#### 5月
- 5月7日 - 解除多數行業的停業請求[5]。
- 5月15日 - 解除所有行業的停業請求[5]。

## 集體感染事例

### 四日市市營業所群組
四日市市一間營業所有5名職員確診，1人死亡。

## 疫情應對

### 学校
縣立学校於5月18日起開始分批返校，6月1日起開始正常上學。

## 註解
1. ↑  當中有1宗復陽個案。

## 外部連結
- 三重縣新型冠狀病毒感染症特設網站（页面存档备份，存于） - 三重縣
- 三重縣 新型冠狀病毒感染症 資訊匯總網站（页面存档备份，存于） - 高專生團隊